# Comuna Bocicoiu Mare, Maramureș
Bocicoiu Mare (în ucraineană Великий Бичків, transliterat: Velîkîi Bîcikiv; în maghiară Újbocskó) este o comună în județul Maramureș, Transilvania, România, formată din satele Bocicoiu Mare (reședința), Crăciunești, Lunca la Tisa și Tisa.

## Date geografice
Comuna Bocicoiu Mare este situată în partea de nord a județului Maramureș la o distanță de 12 km de Sighetu Marmației și la 72 km de Baia Mare. Administrativ comuna este situată în nordul țării, având ca vecini următoarele teritorii: la nord Ucraina; la est Bistra; la sud Rona de Jos; la vest municipiul Sighetul Marmației. Teritoriul comunei este traversat de șoseaua națională DN 18 Sighetul Marmației – Vișeu – Borșa – Vatra Dornei și de calea ferată Sighetul Marmației – Vișeu – Salva.

## Demografie
Componența etnică a comunei Bocicoiu Mare
     Români (49,46%)
     Ucraineni (40,09%)
     Maghiari (4,41%)
     Alte etnii (0,35%)
     Necunoscută (5,68%)
Componența confesională a comunei Bocicoiu Mare
     Ortodocși (77,79%)
     Greco-catolici (5,45%)
     Romano-catolici (5,07%)
     Martori ai lui Iehova (2,96%)
     Alte religii (2,68%)
     Necunoscută (6,06%)
Conform recensământului efectuat în 2021, populația comunei Bocicoiu Mare se ridică la 4.260 de locuitori, în creștere față de recensământul anterior din 2011, când fuseseră înregistrați 3.818 locuitori. Cei mai mulți locuitori sunt români (49,46%), cu minorități de ucraineni (40,09%) și maghiari (4,41%), iar pentru 5,68% nu se cunoaște apartenența etnică. Din punct de vedere confesional, majoritatea locuitorilor sunt ortodocși (77,79%), cu minorități de greco-catolici (5,45%), romano-catolici (5,07%) și martori ai lui Iehova (2,96%), iar pentru 6,06% nu se cunoaște apartenența confesională.

## Istoric
Primele atestări documentare ale satelor componente comunei Bocicoiu Mare sunt redate de Prof. Alexandru Filipașcu în Istoria Maramureșului apărută în anul 1940.
Comuna este atestată documentar din anul 1442 cu denumirea Willa Olachalis Boshko, proprietatea valahului Pancu din Crăciunești.

## Economie
Ocupațiile de bază ale locuitorilor sunt creșterea animalelor și cultivarea plantelor. Mai există însă și alte domenii în care localnicii își desfășoară activitatea: fabricarea pieselor de schimb auto, fabricarea cărămizii, prelucrarea lemnului și comerț.
Prezența la nivelul comunei a unor izvoare de apă minerală oferă posibilitatea investitorilor de a le valorifica, prin amenajarea unor baze de tratament cât și a unor centre de îmbuteliere. O altă posibilitate de afaceri este dată de solul argilos, care poate fi exploatat; se pot amenaja fabrici de materiale de construcții; pomicultura poate aduce venituri semnificative dacă se fac investiții în amenajarea unor centre de prelucrare a fructelor; zona este favorabilă pentru dezvoltarea apiculturii.

## Politică și administrație
Comuna Bocicoiu Mare este administrată de un primar și un consiliu local compus din 13 consilieri. Primarul, Mihai-Flaviu Boldan[*], de la Alianța pentru Unirea Românilor, este în funcție din 1 noiembrie 2024. Începând cu alegerile locale din 2024, consiliul local are următoarea componență pe partide politice:
|  | Partid                           | Consilieri | Componența Consiliului | Componența Consiliului | Componența Consiliului | Componența Consiliului | Componența Consiliului | Componența Consiliului |
|  | -------------------------------- | ---------- | ---------------------- | ---------------------- | ---------------------- | ---------------------- | ---------------------- | ---------------------- |
|  | Alianța pentru Unirea Românilor  | 6          |                        |                        |                        |                        |                        |                        |
|  | Partidul Social Democrat         | 5          |                        |                        |                        |                        |                        |                        |
|  | Partidul Național Liberal        | 1          |                        |                        |                        |                        |                        |                        |
|  | Uniunea Ucrainenilor din România | 1          |                        |                        |                        |                        |                        |                        |

### Primăria și Consiliul Local
La alegerile din 2012, Liviu Lazarciuc a fost ales primar.

## Turism
Muzeul Pipaș. În comuna Bocicoiu Mare, situată la câțiva kilometri de Sighetu Marmației, se găsește o interesantă colecție, proprietate a familiei Pipaș. Nicolae Pipaș s-a născut în data de 7 decembrie 1926. După absolvirea Școlii Administrative, a lucrat ca notar până în anul 1951. A lucrat apoi în învățământ. A predat istorie, desen și educație fizică la școala din Tisa, unde a fost director până în anul 1969, când s-a pensionat. Maria Pipaș s-a născut în data de 6 martie 1930. A urmat cursurile Școlii Pedagogice din Sighet, după care a fost învățătoare în localitatea Tisa. Maria și Nicolae Pipaș s-au căsătorit în anul 1951. Unicul fiu al familiei Pipaș s-a născut în anul 1956. Colecția are o vechime mai mare de 70 de ani. Nicolae Pipaș a început de mic să adune timbre, monede, cărți și ilustrate vechi. Astăzi, colecția Pipaș numără mai multe mii de obiecte, unele dintre acestea având o valoare deosebită.
Casa familiei Pipaș reprezintă un veritabil muzeu. Valoarea impresionantei colecții este dublată de o atmosferă mai mult decât plăcută, care te întâmpină încă de la poartă. Între rondurile de flori, câteva statui stau așezate pe socluri discrete. Undeva în partea dreaptă sunt aranjate piese de mobilier țărănesc vechi. Toate exponatele provin numai din comunele județului Maramureș. Șopronul adăpostește o masă de lemn veche de 200 de ani, trei lăzi de zestre sculptate, scaune țărănești, ustensile de uz casnic, linguri, ploscă, pecetare, căuce, ceramică veche de Săcel, un război de țesut, fuse pentru tors, fund pentru mămăligă, bărbanță și multe alte obiecte.

## Evenimente
Anual, comuna serbează ziua scriitorului Taras Sevcenko și Zilele poeziei și cântecului ucrainean. Nu lipsesc nici obiceiurile maramureșene sau ansamblurile de dansuri și cântece din Maramureș.